# Сава (Луунья)
Са́ва (ест. Sava küla) — село в Естонії, у волості Луунья повіту Тартумаа.

## Населення
Чисельність населення на 31 грудня 2011 року становила 50 осіб.

## Географія
Через населений пункт проходить автошлях 22250 (Луунья — Кавасту — Кооза).
Територією села тече річка Емайиґі.